# Forte de São Jorge (Cabo da Praia)

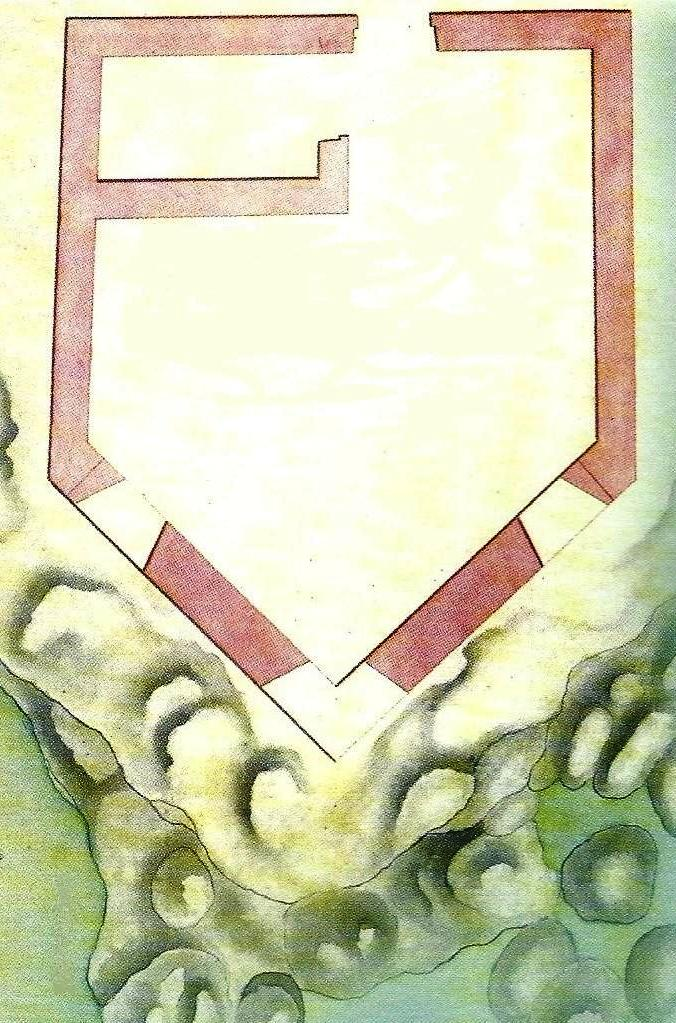
Forte de São Jorge (Francisco Xavier Machado, 1772, ANTT).

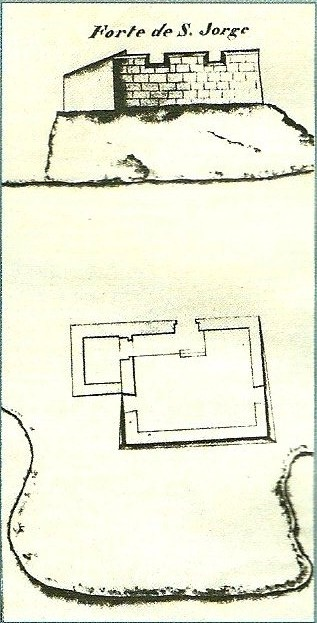
"Forte de S. Jorge" (autor desconhecido, s/d, Arquivo Histórico Militar).

O Forte de São Jorge localizava-se na freguesia do Cabo da Praia, concelho da Praia da Vitória, na costa oeste da ilha Terceira, nos Açores.
Em posição dominante sobre este trecho do litoral, constituiu-se em uma fortificação destinada à defesa deste ancoradouro (atual Porto Oceânico da Praia da Vitória) contra os ataques de piratas e corsários, outrora frequentes nesta região do oceano Atlântico.

## História
No contexto da Guerra da Sucessão Espanhola (1702-1714) encontra-se referido como "O Reduto de S. Jorge." na relação "Fortificações nos Açores existentes em 1710".
Com a instalação da Capitania Geral dos Açores, o seu estado foi assim reportado em 1767:
"22º - Forte de São Jorge. Está reformado de novo. Tem tres canhoneiras, precisa abrir-se-lhe mais huma, tem duas peças de ferro capazes com seus reparos bons e precisa mais huma com o seu reparo e para se guarnecer quatro artilheiros e dezeseis auxiliares."
Encontra-se referido como "Forte de S. Jorge" no relatório "Revista dos fortes e redutos da ilha Terceira", do capitão de Infantaria Francisco Xavier Machado (1772).
Encontra-se referido como "21. Forte de S. George" no relatório "Revista aos fortes que defendem a costa da ilha Terceira", do Ajudante de Ordens Manoel Correa Branco (1776), que lhe aponta os reparos necessários: "Este Forte perciza algú rachamento, goarniçáo, e reboquo, o seu tilhado composto, e hua porta na sua caza."
A "Relação" do marechal de campo Barão de Bastos em 1862 localiza-o na freguesia de Porto Martim e informa que dele "Apenas existem os vestígios".
Esta estrutura não chegou até aos nossos dias.

## Características
Do tipo abaluartado, de pequenas dimensões, em alvenaria de pedra, o desenho de aguarelado de 1772 representa-o com planta pentagonal com os muros rasgados por três canhoneiras pelos lados do mar, e dependências de serviço no terrapleno pelo lado de terra
Um alçado e planta de autor desconhecido, sem data, no Arquivo Histórico Militar, mostra-o com planta quadrada, com uma canhoneira em cada um dos lados e duas indicadas no alçado do muro pelos lados do mar. A edificação de serviço encontra-se ampliada com o adosso, pelo exterior da gola, de um novo compartimento.